# 화성동탄경찰서
화성동탄경찰서(華城東灘警察署, Hwaseong Dongtan Police Station)는 경기도남부경찰청이 관할하는 경찰서 중 하나이다. 경기도 화성시의 동부 지역을 관할한다. 2018년 12월 27일, 화성동부경찰서가 오산경찰서로 개칭되면서 이에서 분리 신설되었다. 청사는 경기도 화성시 동탄대로13길 70(오산동)에 있다.
서장으로는 총경이 임명된다.

## 기본 정보
- 주소: 경기도 화성시 동탄대로13길 70 (오산동)
- 우편번호: 18497

## 관할 파출소 및 지구대
화성동탄경찰서는 3개의 지구대와 2개의 파출소를 산하에 두고 있다.
| 명칭        | 사진 | 주소                           | 관할구역                                          | 치안센터 |
| ----------- | ---- | ------------------------------ | ------------------------------------------------- | -------- |
| 태안지구대  |      | 화성시 떡전골로 112-2 (진안동) | 반정동, 진안동, 기산동, 병점동, 반월동, 능동 일부 |          |
| 동탄지구대  |      | 화성시 노작로 226-1 (석우동)   | 동탄1·2·3동                                       |          |
| 정남파출소  |      | 화성시 정남면 만연로 582       | 정남면                                            |          |
| 안용파출소  |      | 화성시 용주로 30-3 (안녕동)    | 황계동, 송산동, 안녕동, 배양동, 기안동            |          |
| 동탄2지구대 |      | 화성시 동탄영천로 70 (영천동)  | 동탄4·5·6동                                       |          |

## 같이 보기
- 경기도남부경찰청
- 화성동탄경찰서 성범죄 무고사건